# Mazzarò
(Igor Man, Igor d'Arabia, 2012)
Mazzarò è una frazione del comune di Taormina, nella città metropolitana di Messina.

## Geografia fisica
Collocata sotto il vallone di Taormina, Mazzarò è ubicata lungo la litoranea Strada statale 114 che congiunge Messina a Catania, a distanza di appena 1,48 km dal centro di Taormina, confinante con Isola Bella, la riserva naturale che attrae ogni anno migliaia di turisti.

## Storia
Toponimo di origine araba – la radice mozàr ricompare tante volte in Sicilia (Mazara, Mazzarino, Màzzara, Mazzarrà), annota Vincenzo Consolo –, antichissimo borgo peschereccio, Mazzarò è un promontorio naturalistico di primaria importanza per la baia di Taormina e la costa jonica, per via della macchia mediterranea che ne caratterizza il territorio, ricco di piante verdi e fiori, come agavi, ibiscus e oleandri. L'arte di Paul Klee ne colse la sensualità della natura siciliana nell'omonima opera "Mazzarò", realizzata durante le ripetute visite in Italia nel 1924 e nel 1931, dichiarando: "sono in preda ad un sentimento fortissimo per le impressioni destate dalla Sicilia" .
Dal secondo dopoguerra, Mazzarò è divenuta una rinomata stazione balneare. Possiede un servizio di teleferica (la Funivia Mazzarò-Taormina), recentemente rinnovata, che sale fino a Taormina in meno di tre minuti. La spiaggia è servita da numerosi bar e ristoranti; vi sono stabilimenti balneari, alberghi, villaggi turistici come "Le Rocce", sorto nel 1954, oggi abbandonato, alla ricerca di un rilancio.

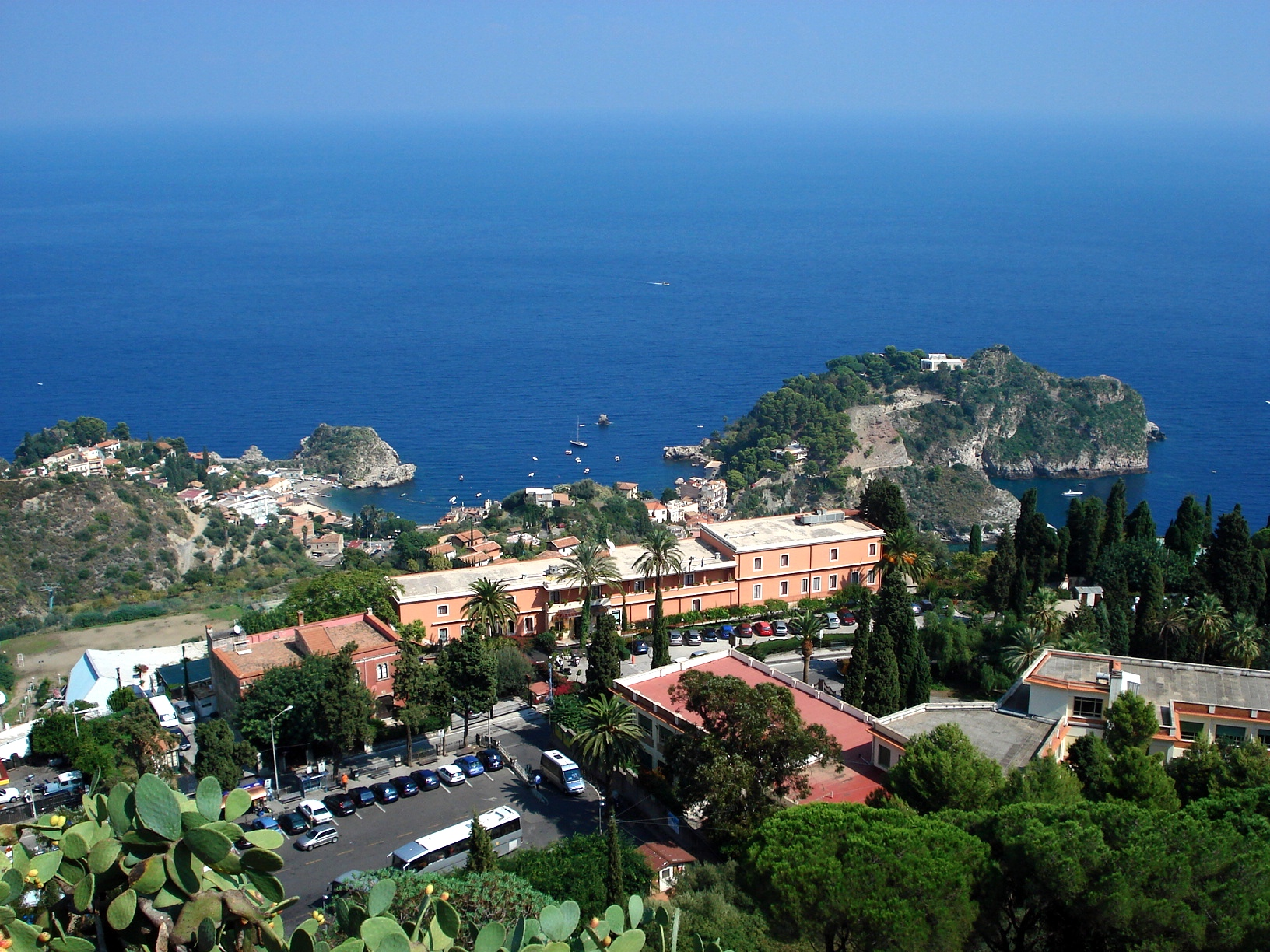
Veduta panoramica della zona litoranea di Mazzarò, vista dal Teatro antico di Taormina.

Da Mazzarò e dall'Isola Bella si possono visitare, per la via del mare, in barca, le grotte del Capo Sant'Andrea, o lo scoglio dello Zio Gennaro.
Nel recente passato, Mazzarò è stata scelta dal cinema per diverse location di film di successo, come Tipi da spiaggia (1959) con Ugo Tognazzi e Johnny Dorelli.

## Curiosità
Nel 1883 Giovanni Verga, all'interno della raccolta Novelle rusticane, volle chiamare "Mazzarò" il protagonista de La roba, un contadino siciliano sopraffatto alla logica economica, appropriatosi via via di tutti i beni del padrone.